# آپا گروپ
اِی پی اِی گروپ (انگلیسی: APA Group) یک شرکت استرالیایی است که مالکیت قسمت های عمده ای از گاز طبیعی و برق در استرالیا را در اختیار دارد. این شرکت که در سال ۲۰۰۰ تأسیس شد، بزرگترین زیرساخت گاز طبیعی استرالیا میباشد.